# Lyta Alexander
Dans l'univers de Babylon 5, Lyta Alexander est la télépathe commerciale de la station en 2257 avant d'être rappelée sur Mars par le Corps Psi après son expérience avec l'ambassadeur vorlon Kosh Naranek. Elle a été incarnée par l'actrice Patricia Tallman.

## Biographie

### Avant Babylon 5
Née le 10 décembre 2225, elle est la fille de Natasha Alexander, une cadre du Corps Psi. Son niveau lui permit de devenir télépathe commerciale pour de grandes firmes terriennes, comme Xenocorp en 2247 après la fin de la guerre Terre-Minbari. Dans ce travail, elle devait assurer la sincérité des transactions commerciales.
Au début des années 2250, elle tenta un internat pour devenir policier psi (Psi Cop). Elle aida le célèbre officier psi Alfred Bester à capturer un meurtrier de télépathes sur la colonie terrienne de Beta 2. Cependant, elle renonça rapidement après cette enquête à devenir policier psi pour des raisons morales personnelles : Bester n'avait pas hésité à scanner sans leur accord des non télépathes, et le meurtrier avait été mis au secret par le Corps qui lui avait implanté dans l'esprit un cauchemar permanent.

### L'épisode de l'ambassadeur vorlon
Elle reprend sa place à Xenocorp quelques mois avant d'accepter la place de télépathe commerciale sur la station commerciale et diplomatique Babylon 5 en 2257. À peine en place, elle témoigne contre le commandant Jeffrey Sinclair et l'accuse d'avoir empoisonné l'ambassadeur vorlon Kosh Naranek. Le véritable coupable est arrêté et Lyta Alexander est rappelée d'urgence dans une base martienne du Corps Psi. Les dirigeants du Corps s'intéressent alors à ce qu'elle avait pu voir en scannant l'esprit du Vorlon.
Profondément touchée par ce qu'elle avait vu, elle parvint à ne jamais révéler cela au Corps et fuit dans la dissidence. Elle rejoint la Résistance martienne en lutte contre l'Alliance terrienne et le Corps Psi ; elle leur cache ses pouvoirs télépathiques.

### Retour à Babylon 5
Mais, en 2259, au cours d'une opération d'espionnage contre le Corps Psi, elle découvre qu'un membre du personnel de commandement de la station Babylon 5 est un agent du Corps caché par une double personnalité. Elle démasque cet agent et décide d'atteindre l'Empire vorlon, toujours marquée par ce qu'elle avait ressentie deux ans plus tôt.
Trois mois plus tard, début 2260, l'ambassadeur Kosh la fait revenir comme son assistante. Dès lors, les officiers de la station témoignent avoir remarqué des changements chez elle, tout comme Alfred Bester lors de missions sur Babylon 5 : son caractère s'affirme de plus en plus, ses pouvoirs dépassent les niveaux connus pour des télépathes humains.
Au cours de la Guerre des Ombres, elle permet de découvrir l'importance des télépathes comme arme tactique, puis elle est d'une aide capitale dans l'immobilisation de la flotte de guerre du président Clark pendant la bataille de Mars, à la fin de la guerre civile terrienne.
Après la fin de la guerre des Ombres, Lyta Alexander se sent délaissée par celui qu'elle a loyalement servie, le président de l'Alliance interstellaire, John Sheridan. Elle trouve réconfort auprès du chef d'une colonie de télépathes dissidents, Byron. La mort de celui-ci l'entraîne vers la dissidence armée contre le Corps Psi, ce qui conduit le président Sheridan à la chasser de Babylon 5. 
Fin 2262, Lyta quitte la station pour un voyage d'exploration avec l'ambassadeur narn G'Kar.

### Après 2262
Le voyage avec G'Kar dure un an avant que celui-ci ne commence à s'intéresser aux événements liés aux Drakhs, ancien peuple serviteur des Ombres. Lyta retourne alors à sa guerre contre le Corps Psi, avec le soutien financier de Michael Garibaldi, PDG d'Edgars Industries.
En 2264, alors que la guerre entre télépathes du Corps et télépathes dissidents fait rage et que l'Alliance terrienne décide de réformer le Corps, Lyta Alexander meurt dans une attaque-suicide contre une base du Corps Psi, dont réchappe Alfred Bester poursuivi pour crime de guerre.

## Le personnage dans la série
Le personnage de Lyta disparaît après le pilote. D'après Joseph Michael Straczynski dans ses commentaires des scripts de Babylon 5 (tome 1), Warner Bros. et Patricia Tallman ne sont pas parvenus à s'entendre lors de la signature du contrat pour la première saison. Lyta Alexander est remplacée par une nouvelle télépathe, Talia Winters, qui va reprendre plusieurs aspects de Lyta, ainsi que celui de traître initialement dévolu au lieutenant-commandant Laurel Takashima.
Son retour dans la série est motivé par le souhait de l'actrice Andrea Thompson (jouant Talia Winters) de quitter la série où elle pense être sous-utilisée. Le rôle de Lyta ne reprend pas celui de Talia, puisque la première est alors une dissidente. Néanmoins, Lyta a retrouvé le rôle de soutien aux dissidents avec Byron, que Talia commence à avoir. En ce qui concerne la relation amoureuse entre le chef de la Sécurité Garibaldi et Winters, elle est transposée sur l'agent de la Sécurité Zack Allan et Lyta.
Du début de la saison 3 à la fin de la saison 5, le personnage change progressivement à cause des transformations que les Vorlons lui ont faites. Sheridan découvre sa capacité à paralyser les êtres vivants qui servent d'unités centrales aux vaisseaux des Ombres. Le même Sheridan et ses officiers, ainsi que Bester (vivement intéressé pour développer son armée de télépathes), constatent un accroissement exponentiel des capacités de Lyta. C'est la disparition des Ombres et des Vorlons qui rend Lyta orpheline : elle qui fut une arme de combat contre les Ombres, elle devient relativement inutile en temps de paix. Prévue par les Vorlons pour être une de leurs armes vivantes les plus puissantes, cette fonction prend petit à petit le dessus sur la calme Lyta des premières apparitions à chaque coup du sort : la méfiance de Sheridan en 2262, la perte de Byron, l'arrogance de Bester, etc. Elle devient l'icône des erreurs commises par les Vorlons et les Ombres.